# Lekkoatletyka na Letnich Igrzyskach Olimpijskich 1932 – bieg na 100 m mężczyzn

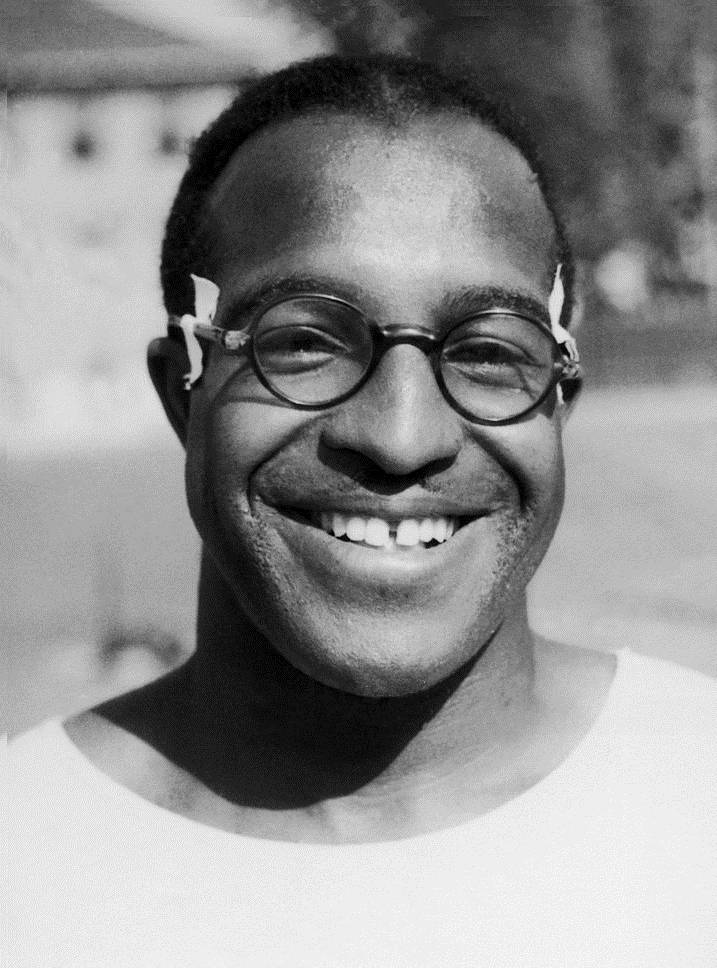
Eddie Tolan

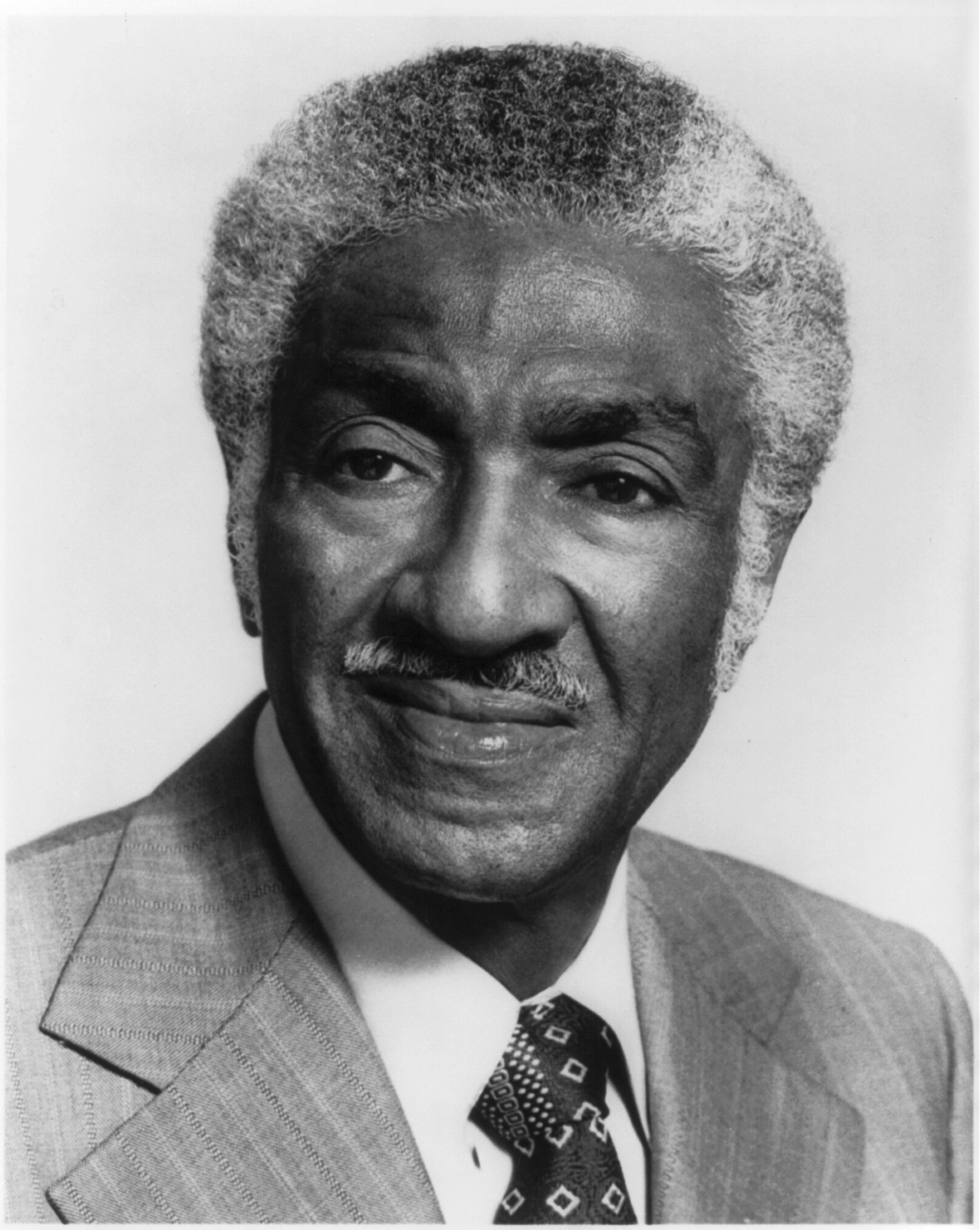
Ralph Metcalfe

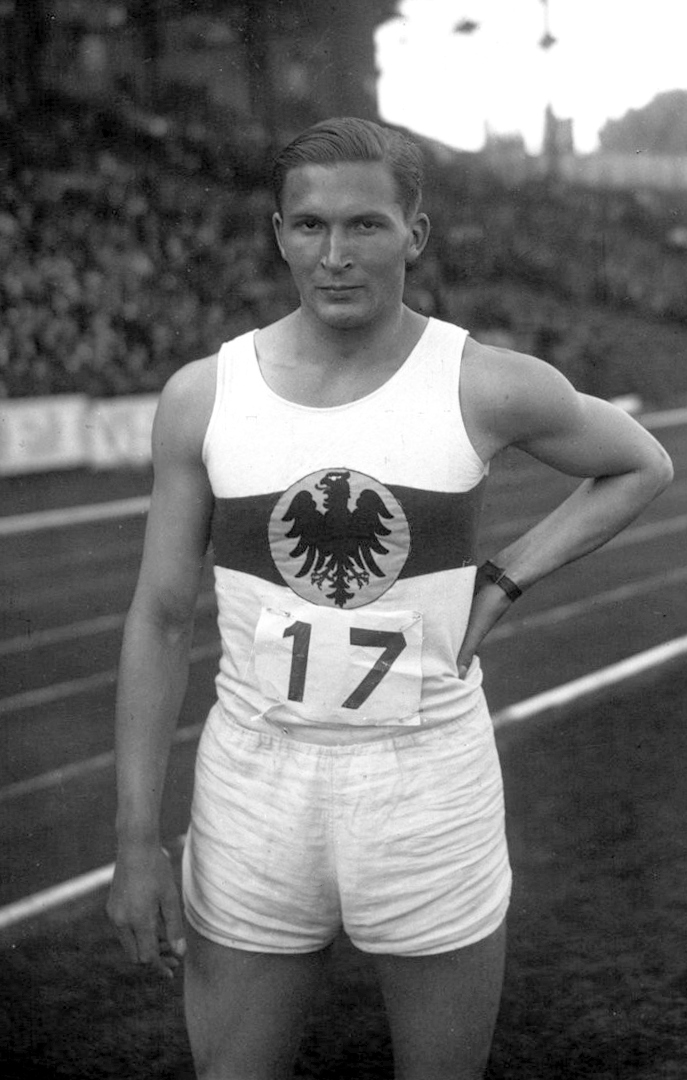
Arthur Jonath

Bieg na 100 metrów mężczyzn był jedną z konkurencji rozgrywanych podczas X Letnich Igrzysk Olimpijskich. Biegi zostały rozegrane w dniach 31 lipca i 1 sierpnia 1932 roku na stadionie Los Angeles Memorial Coliseum w Los Angeles. Wystartowało 33 zawodników z 17 krajów.

## Rekordy
|                   | Zawodnik          | Wynik | Miejsce   | Data                 |
| ----------------- | ----------------- | ----- | --------- | -------------------- |
| Rekord świata     | Percy Williams    | 10,3  | Toronto   | 9 sierpnia 1930(dts) |
| Rekord olimpijski | Donald Lippincott | 10,6  | Sztokholm | 6 lipca 1912(dts)    |
| Rekord olimpijski | Harold Abrahams   | 10,6  | Paryż     | 6 lipca 1924(dts)    |
| Rekord olimpijski | Percy Williams    | 10,6  | Amsterdam | 29 lipca 1928(dts)   |
| Rekord olimpijski | Bob McAlister     | 10,6  | Amsterdam | 30 lipca 1928(dts)   |
| Rekord olimpijski | Willie Legg       | 10,6  | Amsterdam |                      |
| Rekord olimpijski | Jack London       | 10,6  | Amsterdam |                      |

## Terminarz
| Data            |              | Godzina |
| --------------- | ------------ | ------- |
| 31 lipca 1932   | Eliminacje   | 15:00   |
| 31 lipca 1932   | Ćwierćfinały | 16:30   |
| 1 sierpnia 1932 | Półfinały    | 14:30   |
| 1 sierpnia 1932 | Finał        | 15:00   |

## Wyniki

### Eliminacje
Z każdego z 7 biegów do ćwierćfinału awansowało trzech najlepszych zawodników.

#### Bieg 1
| Poz. | Zawodnik          | Reprezentacja     | Czas | Uwagi |
| ---- | ----------------- | ----------------- | ---- | ----- |
| 1.   | Eddie Tolan       | Stany Zjednoczone | 10,9 | Q     |
| 2.   | José de Almeida   | Brazylia          | 11,0 | Q     |
| 3.   | Fernando Ortiz    | Meksyk            | 11,2 | Q     |
| 4.   | André Théard      | Haiti             | 11,4 |       |
| 5.   | António Rodrigues | Portugalia        | 11,5 |       |
| -    | Fred Reid         | Wielka Brytania   | DNF  |       |

#### Bieg 2
| Poz. | Zawodnik               | Reprezentacja     | Czas | Uwagi |
| ---- | ---------------------- | ----------------- | ---- | ----- |
| 1.   | George Simpson         | Stany Zjednoczone | 10,9 | Q     |
| 2.   | Ernest Page            | Wielka Brytania   | 11,1 | Q     |
| 3.   | Andrej Engel           | Czechosłowacja    | 11,2 | Q     |
| 4.   | Bunoo Sutton           | Indie Brytyjskie  | 11,4 |       |
| 5.   | Liu Changchun          | Chiny             | 11,5 |       |
| 6.   | José Alberto Torriente | Kuba              | DNS  |       |

#### Bieg 3
| Poz. | Zawodnik        | Reprezentacja    | Czas | Uwagi |
| ---- | --------------- | ---------------- | ---- | ----- |
| 1.   | Arthur Jonath   | Niemcy           | 10,6 | Q =   |
| 2.   | Allan Elliot    | Nowa Zelandia    | 10,8 | Q     |
| 3.   | Izuo Anno       | Japonia          | 10,9 | Q     |
| 4.   | Ronald Vernieux | Indie Brytyjskie | 11,0 |       |
| 5.   | Samuel Giacosa  | Argentyna        | 11,1 |       |

#### Bieg 4
| Poz. | Zawodnik        | Reprezentacja | Czas | Uwagi |
| ---- | --------------- | ------------- | ---- | ----- |
| 1.   | Carlos Bianchi  | Argentyna     | 10,8 | Q     |
| 2.   | Helmut Körnig   | Niemcy        | 11,0 | Q     |
| 3.   | Percy Williams  | Kanada        | 11,1 | Q     |
| 4.   | Jesús Moraila   | Meksyk        | 11,2 |       |
| -    | Renos Frangudis | Grecja        | DNS  |       |
| -    | Leonardo Valdés | Kuba          | DNS  |       |

#### Bieg 5
| Poz. | Zawodnik         | Reprezentacja     | Czas | Uwagi |
| ---- | ---------------- | ----------------- | ---- | ----- |
| 1.   | Ralph Metcalfe   | Stany Zjednoczone | 11,0 | Q     |
| 2.   | Birchall Pearson | Kanada            | 11,1 | Q     |
| 3.   | Angelos Lambru   | Grecja            | 11,3 | Q     |
| 4.   | Fernando Ramírez | Meksyk            | 11,4 |       |
| -    | Kichizo Sasaki   | Japonia           | DNS  |       |

#### Bieg 6
| Poz. | Zawodnik          | Reprezentacja     | Czas | Uwagi |
| ---- | ----------------- | ----------------- | ---- | ----- |
| 1.   | Danie Joubert     | Południowa Afryka | 11,0 | Q     |
| 2.   | Harold Wright     | Kanada            | 11,2 | Q     |
| 3.   | Ernst Geerling    | Niemcy            | 11,3 | Q     |
| 4.   | Ricardo Guimarães | Brazylia          | 11,4 |       |
| -    | Christos Mandikas | Grecja            |      |       |

#### Bieg 7
| Poz. | Zawodnik           | Reprezentacja   | Czas | Uwagi |
| ---- | ------------------ | --------------- | ---- | ----- |
| 1.   | Takayoshi Yoshioka | Japonia         | 10,9 | Q     |
| 2.   | Chris Berger       | Holandia        | 11,1 | Q     |
| 3.   | Héctor Berra       | Argentyna       | 11,2 | Q     |
| 4.   | Stanley Fuller     | Wielka Brytania | 11,3 |       |
| 5.   | Mario Marques      | Brazylia        | 11,5 |       |

### Ćwierćfinały
Do półfinału z każdego ćwierćfinału awansowało trzech najlepszych zawodników.

#### Bieg 1
| Poz. | Zawodnik       | Reprezentacja     | Czas  | Uwagi |
| ---- | -------------- | ----------------- | ----- | ----- |
| 1.   | Eddie Tolan    | Stany Zjednoczone | 10,53 | Q     |
| 2.   | Carlos Bianchi | Argentyna         | 10,5  | Q     |
| 3.   | Percy Williams | Kanada            | 10,7  | Q     |
| 4.   | Chris Berger   | Holandia          | 10,7  |       |
| 5.   | Fernando Ortiz | Meksyk            | 11,0  |       |

#### Bieg 2
| Poz. | Zawodnik       | Reprezentacja     | Czas  | Uwagi |
| ---- | -------------- | ----------------- | ----- | ----- |
| 1.   | George Simpson | Stany Zjednoczone | 10,74 | Q     |
| 2.   | Harold Wright  | Kanada            | 10,9  | Q     |
| 3.   | Helmut Körnig  | Niemcy            | 11,0  | Q     |
| 4.   | Andrej Engel   | Czechosłowacja    | 11,1  |       |
| 5.   | Angelos Lambru | Grecja            | DNS   |       |

#### Bieg 3
| Poz. | Zawodnik           | Reprezentacja     | Czas  | Uwagi |
| ---- | ------------------ | ----------------- | ----- | ----- |
| 1.   | Ralph Metcalfe     | Stany Zjednoczone | 10,77 | Q     |
| 2.   | Takayoshi Yoshioka | Japonia           | 10,8  | Q     |
| 3.   | Allan Elliot       | Nowa Zelandia     | 10,9  | Q     |
| 4.   | Ernest Page        | Wielka Brytania   | 10,9  |       |
| 5.   | Ernst Geerling     | Niemcy            | 11,1  |       |
| 6.   | Héctor Berra       | Argentyna         | DNS   |       |

#### Bieg 4
| Poz. | Zawodnik         | Reprezentacja     | Czas  | Uwagi |
| ---- | ---------------- | ----------------- | ----- | ----- |
| 1.   | Arthur Jonath    | Niemcy            | 10,68 | Q     |
| 2.   | Danie Joubert    | Południowa Afryka | 10,6  | Q     |
| 3.   | Birchall Pearson | Kanada            | 10,7  | Q     |
| 4.   | José de Almeida  | Brazylia          | 10,8  |       |
| 5.   | Izuo Anno        | Japonia           | 10,9  |       |

### Półfinały
Z każdego z półfinałów do finału awansowało trzech najlepszych zawodników.

#### Bieg 1
| Poz. | Zawodnik           | Reprezentacja     | Czas  | Uwagi |
| ---- | ------------------ | ----------------- | ----- | ----- |
| 1.   | Eddie Tolan        | Stany Zjednoczone | 10,81 | Q     |
| 2.   | Danie Joubert      | Południowa Afryka | 10,81 | Q     |
| 3.   | Takayoshi Yoshioka | Japonia           | 10,83 | Q     |
| 4.   | Percy Williams     | Kanada            | 10,91 |       |
| 5.   | Allan Elliot       | Nowa Zelandia     | 11,0  |       |
| 6.   | Helmut Körnig      | Niemcy            | 11,2  |       |

#### Bieg 2
| Poz. | Zawodnik              | Reprezentacja     | Czas  | Uwagi |
| ---- | --------------------- | ----------------- | ----- | ----- |
| 1.   | Ralph Metcalfe        | Stany Zjednoczone | 10,65 | Q     |
| 2.   | George Simpson        | Stany Zjednoczone | 10,70 | Q     |
| 3.   | Arthur Jonath         | Niemcy            | 10,71 | Q     |
| 4.   | Carlos Bianchi        | Argentyna         | 10,73 |       |
| 5.   | Birchall Pearson      | Kanada            | 10,95 |       |
| 6.   | Harold Madison Wright | Kanada            | 11,1  |       |

### Finał
| Poz. | Zawodnik           | Reprezentacja     | Czas  | Uwagi |
| ---- | ------------------ | ----------------- | ----- | ----- |
| 1.   | Eddie Tolan        | Stany Zjednoczone | 10,38 | WR    |
| 2.   | Ralph Metcalfe     | Stany Zjednoczone | 10,38 | =     |
| 3.   | Arthur Jonath      | Niemcy            | 10,50 |       |
| 4.   | George Simpson     | Stany Zjednoczone | 10,53 |       |
| 5.   | Danie Joubert      | Południowa Afryka | 10,60 |       |
| 6.   | Takayoshi Yoshioka | Japonia           | 10,79 |       |